# Last Day on Earth (The Walking Dead)
"Last Day on Earth" é o décimo sexto e último episódio da sexta temporada da série de televisão pós-apocalíptica The Walking Dead. O episódio foi exibido em 3 de abril de 2016 pela emissora AMC, nos Estados Unidos.
O episódio é marcado pela primeira aparição da personagem Negan, um dos principais vilões da série. O personagem é interpretado por Jeffrey Dean Morgan. Todos os personagens principais da série — ainda vivos no contexto — aparecem neste episódio, com exceção de Tara Chambler, interpretada por Alanna Masterson .

## Enredo
Rick Grimes (Andrew Lincoln) e vários de seu grupo tentam levar Maggie Rhee (Lauren Cohan) até a comunidade de Hilltop, que fica nas colinas, para que ela receba auxílio médico. No entanto, eles sempre se deparam com as rotas que o levam até o lugar bloqueadas pelo grupo dos Salvadores. Enquanto isso, Morgan Jones (Lennie James) encontra Carol Peletier (Melissa McBride) ferida de um corte em seu estômago e escondida por detrás de um edifício. Enquanto Morgan vai matar um zumbi que está fazendo muito barulho, Carol foge do edifício. Morgan então pega o cavalo e sai para encontrá-la novamente. Roman (Stuart Greer) - o membro dos Salvadores - que sobreviveu a seu ataque encontra-a e empurra-a no chão. Ele dispara no braço direito e na perna de Carol, afirmando que ela vai sofrer da mesma forma que seus amigos sofreram. Morgan aparece bem a tempo de salvá-la, atirando em Roman e o matando. Um sobrevivente (o mesmo que Rick encontrou e tentou matar no episódio anterior), que estava a procura de seu cavalo, aparece e oferece-lhes ajuda. Morgan aceita a ajuda e eles vão embora, levando Carol ferida.
Com o tempo se esgotando, Eugene Porter (Josh McDermitt) se voluntaria para ser isca, a fim de distrair os Salvadores, tomando a direção da RV sozinho para uma rota bloqueada, enquanto o resto do grupo continua sua jornada pela floresta a pé. No entanto, eles acabam sendo cercados pelos Salvadores e capturados, juntamente com Eugene. Os Salvadores desarmam o grupo de Rick e alinha-os, ajoelhados no chão. Negan (Jeffrey Dean Morgan) surge e se apresenta ao grupo. Ele diz a Rick que ele está descontente com ele por este ter matado seus homens, informando ao grupo que, doravante, eles vão trabalhar para Negan, exigindo metade dos suprimentos de Alexandria. Negan afirma que ele não quer executar nenhum deles, mas para punir e enviar uma mensagem para Rick e seu grupo, ele deve espancar um dos membros de Rick até a morte com um taco de beisebol, envolto em arame farpado, que ele chama de "Lucille". Quando Negan diz que talvez ele deva matar Maggie, Glenn Rhee (Steven Yeun) se exalta, mas é contido por Dwight (Austin Amelio). Incapaz de escolher, Negan provoca os reféns com um jogo de "uni, duni, tê" antes de atacar seu alvo. Sangue começa a escorrer na tela enquanto esta fica preta com o áudio da vítima sendo espancada ao fundo.

## Produção
Em 10 de novembro de 2015, foi anunciado que Jeffrey Dean Morgan tinha sido escalado para interpretar Negan e faria sua estréia no final da sexta temporada. Este episódio é o terceiro na sexta temporada que tem um tempo total de 90 minutos. O diretor Greg Nicotero confirmou que eles filmaram duas versões da introdução de Negan. A primeira transmissão com atenuada linguagem e outro para o Blu-ray e lançamento do DVD que tem jurando para coincidir com seu discurso da série em quadrinhos.